# Iyabo Ojo
Alice Iyabo Ojo (Estado de Lagos, 21 de diciembre de 1977) es una actriz, directora y productora nigeriana que ha aparecido en cerca de 150 películas y ha producido catorce de ellas.

## Carrera
Iyabo Ojo inició su carrera en la actuación en 1998, cuando registró apariciones en las películas Agogo Ide y Satanic. En 2002 debutó en la industria yoruba con el filme Baba Darijinwon. Su película de 2015 Silence, protagonizada por Joseph Benjamin, Alex Usifo, Faithia Balogun y Doris Simeon, se estrenó a través de Silverbird Cinemas en Lagos.
En 2004 Ojo empezó a producir sus propias películas, siendo Bolutife su primera producción, seguida de Bofeboko, Ololufe, Esan y Okunkun Biribiri.

## Filmografía destacada
- Satanic (1998)
- Agogo Ide (1998)
- Baba Darinjinwon (2002)
- Okanla (2013)
- Silence (2015)
- Beyond Disability (2015)
- Black Val
- Arinzo
- Apo Owo
- Awusa (2016)
- Tore Ife (Love)
- Trust (2016)
- Ore (2016)
- Ipadabo (2016)
- Twisted Twin (2016)
- Kostrobu (2017)
- Gone to America (2017)
- Divorce Not Allowed (2018)